# Ganadería La Cruz
La Ganadería la Cruz est un élevage français de taureaux de combat, créé en 1981. Sa devise est  sang et or.  La propriété est située au Mas de Farinon, à Saint-Martin-de-Crau, Bouches-du-Rhône

## Présentation et historique
L'élevage a été créé par la famille Granier (Philippe et Joël Granier) avec des vaches d'Ambroise Boudin, d'origine Cobaleda, avec un étalon Barcial. Les frères Granier ont ensuite introduit un étalon d'origine Santa Coloma. Menant de front deux origines, différente, les Graniers ont finalement abandonné la lignée issue de San Martín qui avait été formée à partir de bétail Infante da Cámara par des vaches de Ricard et de Parladé-Domecq avec un étalon de Varela Crujo.
Aujourd'hui, propriété de Alain et Gérard Granier, l'élevage fait partie de l'Association des éleveurs français de taureaux de combat.
En 1987 l'élevage a été présenté pour la première fois en novillada piquée. En 1995, il participait à sa première corrida.

## Taureaux importants
- 1991 Vuelta d'Ingenioso n°36, taureau de réserve (sobrero) lidié par José Luis Galloso à Céret a été primé comme meilleur taureau.
- En 1993, toujours à Céret, Perdigon a eu le prix du meilleur toro de la féria.
- En 1998, à Saint-Martin-de-Crau, prix du meilleur taureau dans une corrida mixte.